# L.R. Vicenza 2024-2025
Questa voce raccoglie le informazioni riguardanti il L.R. Vicenza nelle competizioni ufficiali della stagione 2024-2025.

## Stagione
28ª partecipazione nella terza serie del Campionato italiano di calcio per il Vicenza stagione 2024-2025.
La stagione parte con il ritiro precampionato che (quest'anno e per i prossimi tre anni) si svolge dal 21 luglio al 3 agosto presso l'Altopiano di Piné con fulcro presso il Centro Sportivo di Bedollo. 

## Divise e sponsor
Anche per la stagione 2024-2025 le maglie sono disegnate e realizzate dallo sponsor tecnico Fila in collaborazione con l’ufficio stile di Diesel, brand del gruppo OTB, proprietario del club .
La maglia Home mantiene il tradizionale abbinamento delle strisce verticali bianche e rosse, ma presenta un pattern che riprende le caratteristiche serliane presenti nel loggiato della Basilica Palladiana; immancabile, sul petto lato cuore, la R blu.
La maglia Away rimane total black ma presenta una trama con grandi rombi tono su tono che richiamano il disegno della parte superiore della Basilica Palladiana. Inoltre, due righe verticali separano tale trama presente sulle maniche e sulla parte laterale della maglia, dal corpo centrale di colore nero, sia sul fronte che sul retro. La tradizionale R compare in bianco intarsiata in un cerchio rosso. 
La maglia Third, ancora in versione total white, aggiunge un ulteriore elemento ripreso dalla Basilica, ovvero la trama che ricorda la copertura, in rame ossidato, a carena di nave rovesciata. Nella parte frontale della maglia, inoltre, sono presenti tre righe che poste trasversalmente richiamano l’ondulazione della lettera “V” di Vicenza.
Le divise del portiere riprendono la trama Away e vengono proposte in colori brillanti: azzurro per la maglia Home, arancione per la maglia Away e giallo fluo per la terza maglia.

## Organigramma societario
Area direttiva
- Presidente: Stefano Rosso
- Direttore Generale: Werner Seeber
- Direttore Tecnico: Francesco Vallone

Area comunicazione e marketing
- Marketing e Comunicazione: Sara Vivian
- Commerciale: Nicola Rossi
- Segreteria Marketing e Commerciale: Valeria Visentin
- Grafica: Stefano Sartore
- Stadio e logistica: Sergio Valerio, Elena Giavatto

Area sportiva
- Direttore Sportivo: Luca Matteassi
- Team manager: Renato Schena e Andrea Basso

Area tecnica
- Allenatore: Stefano Vecchi
- Allenatore in 2ª: Omar Danesi
- Preparatore portieri: Marco Onesti
- Preparatore atletico: Alessandro Dalmonte e Alessandro Ciullini
- Collaboratore tecnico: Edoardo Zanin

Area sanitaria
- Responsabile medico: Giovanni Ragazzi
- Medico sociale: Diego Ave
- Infermiere professionale: Massimo Toniolo
- Fisioterapisti: Felice Zuin, Giacomo Toniolo

## Rosa

### Rosa 2024-2025
Rosa aggiornata al 24 gennaio 2025.
| N. |                    | Ruolo | Calciatore              |
| -- | ------------------ | ----- | ----------------------- |
| 4  | Italia (bandiera)  | C     | Marco Carraro           |
| 5  | Italia (bandiera)  | C     | Fausto Rossi (capitano) |
| 6  | Francia (bandiera) | D     | Maxime Leverbe          |
| 7  | Italia (bandiera)  | A     | Nicola Rauti            |
| 8  | Italia (bandiera)  | C     | Simone Della Latta      |
| 9  | Italia (bandiera)  | A     | Franco Ferrari          |
| 10 | Brasile (bandiera) | C     | Ronaldo                 |
| 11 | Italia (bandiera)  | A     | Alex Rolfini            |
| 12 | Italia (bandiera)  | P     | Samuele Massolo         |
| 13 | Italia (bandiera)  | D     | Andrea Beghetto         |
| 14 | Italia (bandiera)  | D     | Giuseppe Cuomo          |
| 20 | Italia (bandiera)  | A     | Christian Capone        |

| N. |                   | Ruolo | Calciatore          |
| -- | ----------------- | ----- | ------------------- |
| 22 | Italia (bandiera) | P     | Emilio Pietro Gallo |
| 23 | Italia (bandiera) | D     | Giuliano Laezza     |
| 26 | Italia (bandiera) | D     | Filippo De Col      |
| 29 | Italia (bandiera) | C     | Loris Zonta         |
| 32 | Italia (bandiera) | D     | Filippo Costa       |
| 44 | Italia (bandiera) | C     | Raul Talarico       |
| 73 | Italia (bandiera) | D     | Thomas Sandon       |
| 76 | Italia (bandiera) | D     | Nicholas Fantoni    |
| 90 | Italia (bandiera) | A     | Claudio Morra       |
| 98 | Italia (bandiera) | P     | Alessandro Confente |
| 99 | Italia (bandiera) | A     | Matteo Della Morte  |

## Calciomercato

### Sessione estiva(dall'1/7 all'31/8)
| Acquisti         | Acquisti           | Acquisti       | Acquisti   |
| R.               | Nome               | da             | Modalità   |
| ---------------- | ------------------ | -------------- | ---------- |
| D                | Giuseppe Cuomo     | Südtirol       | definitivo |
| A                | Luca Zamparo       | Virtus Entella | definitivo |
| A                | Claudio Morra      | Rimini         | definitivo |
| A                | Nicola Rauti       | Torino         | prestito   |
| C                | Marco Carraro      | SPAL           | definitivo |
| D                | Maxime Leverbe     | Pisa           | definitivo |
| C                | Christian Capone   | Atalanta U23   | prestito   |
| C                | Simone Della Latta | Carrarese      | definitivo |
| Altre operazioni |                    |                |            |
| R.               | Nome               | da             | Modalità   |

| Cessioni         | Cessioni        | Cessioni           | Cessioni   |
| R.               | Nome            | a                  | Modalità   |
| ---------------- | --------------- | ------------------ | ---------- |
| C                | Simone Tronchin | Cittadella         | definitivo |
| P                | Rok Brzan       | Union Clodiense CS | definitivo |
| P                | Lapo Siviero    | Torino             | definitivo |
| A                | Filippo Conzato | Torino             | prestito   |
| A                | Nicola Dalmonte | Salernitana        | definitivo |
| C                | Federico Proia  | Casertana          | definitivo |
| A                | Giovanni Busato | Treviso            | definitivo |
| A                | Filippo Alessio | Atalanta U23       | prestito   |
| C                | Michele Cavion  | Carrarese          | prestito   |
| Altre operazioni |                 |                    |            |
| R.               | Nome            | a                  | Modalità   |

## Risultati

### Serie C

#### Girone di andata
| Arbitro: | Maccarini (Arezzo) |

|                       |           |                      |
| Morra 42’ Zamparo 79’ | Marcatori | 19’ Ferri 86’ Piazza |

| Arbitro: | Silvestri (Roma 1) |

|  |           |             |
|  | Marcatori | 24’ Carraro |

| Arbitro: | Renzi (Pesaro) |

|           |           |             |
| Longo 74’ | Marcatori | 39’ Leverbe |

| Arbitro: | Di Cicco (Lanciano) |

|                     |           |  |
| Morra 23’ Rauti 49’ | Marcatori |  |

| Arbitro: | Gavini (Aprilia) |

|                    |           |                     |
| Leverbe 57’ (aut.) | Marcatori | 47’ Costa 84’ Morra |

| Arbitro: | Mirabella (Napoli) |

|             |           |  |
| Zamparo 59’ | Marcatori |  |

| Arbitro: | Burlando (Genova) |

|                 |           |  |
| Della Morte 67’ | Marcatori |  |

| Arbitro: | Calzavara (Varese) |

|               |           |  |
| Liguori 45+2’ | Marcatori |  |

| Arbitro: | Cerbasi (Arezzo) |

|           |           |          |
| Morra 84’ | Marcatori | 6’ Ferro |

| Arbitro: | Di Reda (Molfetta) |

|              |           |                     |
| Lunghi 90+2’ | Marcatori | 4’; 72’ Della Latta |

| Arbitro: | Ursini (Pescara) |

|                                        |           |  |
| Talarico 10’ Della Morte 69’ Rauti 82’ | Marcatori |  |

| Novara 29 ottobre 2024, ore 20:45 CET 12ª giornata | Novara          | 0 – 0 | Vicenza | Stadio Silvio Piola (2 073 spett.)\| Arbitro: \| Ancora (Roma 1) \| |
| Arbitro:                                           | Ancora (Roma 1) |       |         |                                                                     |

| Arbitro: | Sacchi (Macerata) |

|             |           |  |
| Carraro 83’ | Marcatori |  |

| Arbitro: | Milone (Taurianova) |

|  |           |                           |
|  | Marcatori | 38’ Rauti 71’ Della Latta |

| Arbitro: | Manedo Mazzoni (Prato) |

|                           |           |  |
| Della Morte 13’ Zonta 77’ | Marcatori |  |

| Legnago 24 novembre 2024, ore 20:30 CET 16ª giornata                    | Union Clodiense CS | 1 – 2 referto              | Vicenza | Stadio Mario Sandrini (1 100 spett.) |
| \| \| \| \| \| Biondi 65’ \| Marcatori \| 2’ Carraro 10’ Della Morte \| |                    |                            |         |                                      |
|                                                                         |                    |                            |         |                                      |
| Biondi 65’                                                              | Marcatori          | 2’ Carraro 10’ Della Morte |         |                                      |

| Vicenza 1 dicembre 2024, ore CET 17ª giornata                           | Vicenza   | 3 – 0 referto | Virtus Verona | Stadio Romeo Menti (8 558 spett.) |
| \| \| \| \| \| Rauti 56’ Rolfini 62’ Della Morte 79’ \| Marcatori \| \| |           |               |               |                                   |
|                                                                         |           |               |               |                                   |
| Rauti 56’ Rolfini 62’ Della Morte 79’                                   | Marcatori |               |               |                                   |

| Trieste 8 dicembre 2024, ore CET 18ª giornata              | Triestina | 2 – 0 referto | Vicenza | Stadio Nereo Rocco (6 309 spett.) |
| \| \| \| \| \| Olivieri 56’ (rig.), 84’ \| Marcatori \| \| |           |               |         |                                   |
|                                                            |           |               |         |                                   |
| Olivieri 56’ (rig.), 84’                                   | Marcatori |               |         |                                   |

| Vicenza 15 dicembre 2024, ore CET 19ª giornata         | Vicenza   | 3 – 0 | Trento | Stadio Romeo Menti (8 326 spett.) |
| \| \| \| \| \| Rolfini 5’, 40’, 68’ \| Marcatori \| \| |           |       |        |                                   |
|                                                        |           |       |        |                                   |
| Rolfini 5’, 40’, 68’                                   | Marcatori |       |        |                                   |

#### Girone di ritorno
| Gorgonzola 22 dicembre 2024, ore 15:00 CET 20ª giornata | Giana Erminio | 0 – 0 referto | Vicenza | Stadio Città di Gorgonzola (1 384 spett.)\| Arbitro: \| Gauzolino \| |
| Arbitro:                                                | Gauzolino     |               |         |                                                                      |

| Vicenza 6 gennaio 2025, ore 17:30 CET 21ª giornata      | Vicenza   | 2 – 0 referto | Pergolettese | Stadio Romeo Menti (8 561 spett.) |
| \| \| \| \| \| Rolfini 19’ Morra 71’ \| Marcatori \| \| |           |               |              |                                   |
|                                                         |           |               |              |                                   |
| Rolfini 19’ Morra 71’                                   | Marcatori |               |              |                                   |

| Vicenza 12 gennaio 2025, ore 15:00 CET 22ª giornata      | Vicenza   | 2 – 0 referto | AlbinoLeffe | Stadio Romeo Menti (8 755 spett.) |
| \| \| \| \| \| Rolfini 67’ Capone 78’ \| Marcatori \| \| |           |               |             |                                   |
|                                                          |           |               |             |                                   |
| Rolfini 67’ Capone 78’                                   | Marcatori |               |             |                                   |

| Busto Arsizio 19 gennaio 2025, ore 17:30 CET 23ª giornata              | Pro Patria | 0 – 3 referto                        | Vicenza | Stadio Carlo Speroni (965 spett.) |
| \| \| \| \| \| \| Marcatori \| 24’ Talarico 45+3’ Rolfini 87’ Zonta \| |            |                                      |         |                                   |
|                                                                        |            |                                      |         |                                   |
|                                                                        | Marcatori  | 24’ Talarico 45+3’ Rolfini 87’ Zonta |         |                                   |

| Vicenza 26 gennaio 2025, ore 15:00 CET 24ª giornata                                      | Vicenza   | 4 – 1 referto    | Alcione | Stadio Romeo Menti (8 322 spett.) |
| \| \| \| \| \| Rolfini 8’ Morra 3’, 59’ Talarico 86’ \| Marcatori \| 36’ Chierichetti \| |           |                  |         |                                   |
|                                                                                          |           |                  |         |                                   |
| Rolfini 8’ Morra 3’, 59’ Talarico 86’                                                    | Marcatori | 36’ Chierichetti |         |                                   |

| Meda 1 febbraio 2025, ore 17:30 CET 25ª giornata | Renate    | 0 – 1 referto | Vicenza | Stadio Mino Favini (900 spett.) |
| \| \| \| \| \| \| Marcatori \| 90+6’ Leverbe \|  |           |               |         |                                 |
|                                                  |           |               |         |                                 |
|                                                  | Marcatori | 90+6’ Leverbe |         |                                 |

| Salò 9 febbraio 2025, ore 15:00 CET 26ª giornata         | Feralpisalò | 2 – 0 referto | Vicenza | Stadio Lino Turina (1 674 spett.) |
| \| \| \| \| \| DiMarco 20’ Crespi 30’ \| Marcatori \| \| |             |               |         |                                   |
|                                                          |             |               |         |                                   |
| DiMarco 20’ Crespi 30’                                   | Marcatori   |               |         |                                   |

| Vicenza 16 febbraio 2025, ore 15:00 CET 27ª giornata         | Vicenza   | 1 – 1 referto  | Padova | Stadio Romeo Menti (11 522 spett.) |
| \| \| \| \| \| Ferrari 27’ \| Marcatori \| 90+4’ Spagnoli \| |           |                |        |                                    |
|                                                              |           |                |        |                                    |
| Ferrari 27’                                                  | Marcatori | 90+4’ Spagnoli |        |                                    |

| Lumezzane 23 febbraio 2025, ore 17:30 CET 28ª giornata | Lumezzane | 0 – 1 referto | Vicenza | Stadio Tullio Saleri (681 spett.) |
| \| \| \| \| \| \| Marcatori \| 20’ Rauti \|            |           |               |         |                                   |
|                                                        |           |               |         |                                   |
|                                                        | Marcatori | 20’ Rauti     |         |                                   |

| Vicenza 2 marzo 2025, ore 17:30 CET 29ª giornata                              | Vicenza   | 4 – 0 referto | Arzignano Valchiampo | Stadio Romeo Menti (9 795 spett.) |
| \| \| \| \| \| Ronaldo 9’ Morra 30’ Capone 82’ Ferrari 89’ \| Marcatori \| \| |           |               |                      |                                   |
|                                                                               |           |               |                      |                                   |
| Ronaldo 9’ Morra 30’ Capone 82’ Ferrari 89’                                   | Marcatori |               |                      |                                   |

| Caravaggio 9 marzo 2025, ore 12:30 CET 30ª giornata                                 | Atalanta U23 | 2 – 2 referto             | Vicenza | Stadio comunale (768 spett.) |
| \| \| \| \| \| Alessio 7’ Ceresoli 30’ \| Marcatori \| 59’ Ferrari 90+4’ Leverbe \| |              |                           |         |                              |
|                                                                                     |              |                           |         |                              |
| Alessio 7’ Ceresoli 30’                                                             | Marcatori    | 59’ Ferrari 90+4’ Leverbe |         |                              |

| Vicenza 12 marzo 2025, ore 20:45 CET 31ª giornata | Vicenza   | 1 – 0 | Novara | Stadio Romeo Menti (8 523 spett.) |
| \| \| \| \| \| Morra 80’ \| Marcatori \| \|       |           |       |        |                                   |
|                                                   |           |       |        |                                   |
| Morra 80’                                         | Marcatori |       |        |                                   |

| Lecco 17 marzo 2025, ore 20:30 CET 32ª giornata      | Lecco     | 1 – 1     | Vicenza | Stadio Mario Rigamonti (3 650 spett.) |
| \| \| \| \| \| Sene 74’ \| Marcatori \| 36’ Morra \| |           |           |         |                                       |
|                                                      |           |           |         |                                       |
| Sene 74’                                             | Marcatori | 36’ Morra |         |                                       |

| Vicenza 23 marzo 2025, ore 17:30 CEST 33ª giornata               | Vicenza   | 2 – 1      | Caldiero | Stadio Romeo Menti (9 739 spett.) |
| \| \| \| \| \| Morra 41’ Rauti 42’ \| Marcatori \| 88’ Marras \| |           |            |          |                                   |
|                                                                  |           |            |          |                                   |
| Morra 41’ Rauti 42’                                              | Marcatori | 88’ Marras |          |                                   |

| Vercelli 30 marzo 2025, ore CEST 34ª giornata | Pro Vercelli | 0 – 1     | Vicenza | Stadio Silvio Piola |
| \| \| \| \| \| \| Marcatori \| 21’ Rauti \|   |              |           |         |                     |
|                                               |              |           |         |                     |
|                                               | Marcatori    | 21’ Rauti |         |                     |

| Vicenza 6 aprile 2025, ore 18:30 CEST 35ª giornata                | Vicenza   | 2 – 1      | Union Clodiense CS | Stadio Romeo Menti (10 217 spett.) |
| \| \| \| \| \| Morra 3’, 35’ (rig.) \| Marcatori \| 82’ Scapin \| |           |            |                    |                                    |
|                                                                   |           |            |                    |                                    |
| Morra 3’, 35’ (rig.)                                              | Marcatori | 82’ Scapin |                    |                                    |

| Verona 13 aprile 2025, ore CEST 36ª giornata                          | Virtus Verona | 2 – 1 referto | Vicenza | Centro sportivo Mario Gavagnin-Sinibaldo Nocini |
| \| \| \| \| \| Contini 23’ Gatti 90+6’ \| Marcatori \| 23’ Ferrari \| |               |               |         |                                                 |
|                                                                       |               |               |         |                                                 |
| Contini 23’ Gatti 90+6’                                               | Marcatori     | 23’ Ferrari   |         |                                                 |

| Vicenza 19 aprile 2025, ore CEST 37ª giornata  | Vicenza   | 1 – 0 referto | Triestina | Stadio Romeo Menti |
| \| \| \| \| \| Talarico 37’ \| Marcatori \| \| |           |               |           |                    |
|                                                |           |               |           |                    |
| Talarico 37’                                   | Marcatori |               |           |                    |

| Trento 25 aprile 2025, ore 16:30 CEST 38ª giornata                        | Trento    | 3 – 1 referto | Vicenza | Stadio Briamasco |
| \| \| \| \| \| Anastasia 5’, 84’ Petrovic 76’ \| Marcatori \| 28’Rauti \| |           |               |         |                  |
|                                                                           |           |               |         |                  |
| Anastasia 5’, 84’ Petrovic 76’                                            | Marcatori | 28’Rauti      |         |                  |

#### Play-off
| Arbitro: | Ubaldi |

|            |           |                         |
| Murano 66’ | Marcatori | 44’ Leverbe 71’ Ferrari |

| Arbitro: | Mastrodomenico |

|             |           |  |
| Ferrari 20’ | Marcatori |  |

| Vicenza 25 maggio 2025, ore 20:00 CEST Semifinale - andata | Vicenza | 0 – 0 | Ternana | Stadio Romeo Menti |

| Terni 28 maggio 2025, ore 20.00 CEST Semifinale - ritorno                   | Ternana   | 3 – 1      | Vicenza | Stadio Libero Liberati |
| \| \| \| \| \| Curcio 12’ Aloi 57’ Cianci 71’ \| Marcatori \| 61’ Laezza \| |           |            |         |                        |
|                                                                             |           |            |         |                        |
| Curcio 12’ Aloi 57’ Cianci 71’                                              | Marcatori | 61’ Laezza |         |                        |

### Coppa Italia Serie C
| Arbitro: | Alessandro Pizzi (Bergamo) |

|           |           |                      |
| Rossi 55’ | Marcatori | 39’ Rauti 45’ De Col |

| Arbitro: | Aleksandar Djurdjevic (Trieste) |

|                |           |                  |
| Vlahovic 45+2’ | Marcatori | 45+1’, 47’ Rauti |

| Vicenza 27 novembre 2024, ore 20:30 CET Ottavi di Finale                  | Vicenza   | 1 – 2 (d.t.s.)               | Rimini | Stadio Romeo Menti |
| \| \| \| \| \| Capone 47’ \| Marcatori \| 60’ Cinquerano 104’ Cernigoi \| |           |                              |        |                    |
|                                                                           |           |                              |        |                    |
| Capone 47’                                                                | Marcatori | 60’ Cinquerano 104’ Cernigoi |        |                    |

## Statistiche

### Statistiche di squadra
Statistiche aggiornate al 18 maggio 2025
| Competizione         | Punti            | In casa | In casa | In casa | In casa | In casa | In casa | In trasferta | In trasferta | In trasferta | In trasferta | In trasferta | In trasferta | Totale | Totale | Totale | Totale | Totale | Totale | DR  |
| Competizione         | Punti            | G       | V       | N       | P       | Gf      | Gs      | G            | V            | N            | P            | Gf           | Gs           | G      | V      | N      | P      | Gf     | Gs     | DR  |
| -------------------- | ---------------- | ------- | ------- | ------- | ------- | ------- | ------- | ------------ | ------------ | ------------ | ------------ | ------------ | ------------ | ------ | ------ | ------ | ------ | ------ | ------ | --- |
| Serie C              | 83               | 19      | 16      | 3       | 0       | 38      | 7       | 19           | 9            | 5            | 5            | 21           | 17           | 38     | 25     | 8      | 5      | 59     | 24     | +35 |
| Play-off             | -                | 1       | 1       | 0       | 0       | 1       | 0       | 1            | 1            | 0            | 0            | 2            | 1            | 2      | 2      | 0      | 0      | 3      | 1      | +2  |
| Coppa Italia Serie C | ottavi di finale | 1       | 0       | 0       | 1       | 1       | 2       | 2            | 2            | 0            | 0            | 4            | 2            | 3      | 2      | 0      | 1      | 5      | 4      | +1  |
| Totale               |                  | 21      | 17      | 3       | 1       | 40      | 9       | 22           | 12           | 5            | 5            | 27           | 20           | 43     | 29     | 8      | 6      | 67     | 29     | +38 |

### Andamento in campionato
| Giornata  | 1  | 2 | 3 | 4 | 5 | 6 | 7 | 8 | 9 | 10 | 11 | 12 | 13 | 14 | 15 | 16 | 17 | 18 | 19 | 20 | 21 | 22 | 23 | 24 | 25 | 26 | 27 | 28 | 29 | 30 | 31 | 32 | 33 | 34 | 35 | 36 | 37 | 38 |
| --------- | -- | - | - | - | - | - | - | - | - | -- | -- | -- | -- | -- | -- | -- | -- | -- | -- | -- | -- | -- | -- | -- | -- | -- | -- | -- | -- | -- | -- | -- | -- | -- | -- | -- | -- | -- |
| Luogo     | C  | T | T | C | C | C | C | T | C | T  | C  | T  | C  | T  | C  | T  | C  | T  | C  | T  | C  | C  | T  | C  | T  | T  | C  | T  | C  | T  | C  | T  | C  | T  | C  | T  | C  | T  |
| Risultato | N  | V | N | V | V | V | V | P | N | V  | V  | N  | V  | V  | V  | V  | V  | P  | V  | N  | V  | V  | V  | V  | V  | P  | N  | V  | V  | N  | V  | N  | V  | V  | V  | P  | V  | P  |
| Posizione | 10 | 4 | 5 | 4 | 3 | 3 | 2 | 3 | 2 | 2  | 2  | 2  | 2  | 2  | 2  | 2  | 2  | 2  | 2  | 2  | 2  | 2  | 2  | 2  | 2  | 2  | 2  | 2  | 2  | 2  | 2  | 2  | 2  | 1  | 1  | 2  | 2  | 2  |

Legenda:

Luogo: C = Casa; T = Trasferta. Risultato: V = Vittoria; N = Pareggio; P = Sconfitta.